# Pëtr L'vovič Davydov
Pëtr L'vovič Davydov (in russo Пётр Львович Давыдов?; 1777 – Mosca, 1842) è stato un ufficiale russo.

## Biografia
Era il figlio di Lev Denisovič Davydov, e di sua moglie, la contessa Ekaterina Nikolaevna Samojlova, nipote del principe Grigorij Aleksandrovič Potëmkin. Sua madre aveva sposato in prime nozze Nikolaj Semënovič Raevskij, dalla quale ebbe due figli: Aleksandr (?-1790) e Nikolaj (1771-1829).

## Carriera
Ha prestato servizio nella Guardia di Caterina II e Paolo I, ricoprì la carica di Magister equitum presso la corte della granduchessa Anna Pavlovna (1809-1811).
Alla fine delle guerre napoleoniche, Pëtr riprese i suoi servizi a corte.

## Matrimonio
Nel 1803 sposò Natal'ja Vladimirovna Orlova (1782-1819), figlia di Vladimir Grigor'evič Orlov. Ebbero quattro figli:
- Vladimir Petrovič (1809-1882);
- Ekaterina Petrovna (1804-1812)
- Elizaveta Petrovna (1805-1878), sposò il principe Jurij Alekseevič Dolgorukij, ebbero due figli;
- Aleksandra Petrovič (1817-1851), sposò un conte prussiano, Friedrich Egloffstein.

Nel 1833 sposò Varvara Nikolaevna Lichareva (1803-1876), sorella di Vladimir Nikolaevič Licharev. Ebbero due figli:
- Lev Petrovič (1834-1885)
- Aleksandr Petrovič (1838-1884)

## Morte
Morì nel 1842 a Mosca e fu sepolto nel Monastero Donskoj.